# Kong Hye-ok
Kong Hye-ok (19 de julho de 1983) é uma futebolista norte-coreana que atua como defensora.

## Carreira
Kong Hye-ok integrou o elenco da Seleção Norte-Coreana de Futebol Feminino, nas Olimpíadas de 2008. 